# Veggiano

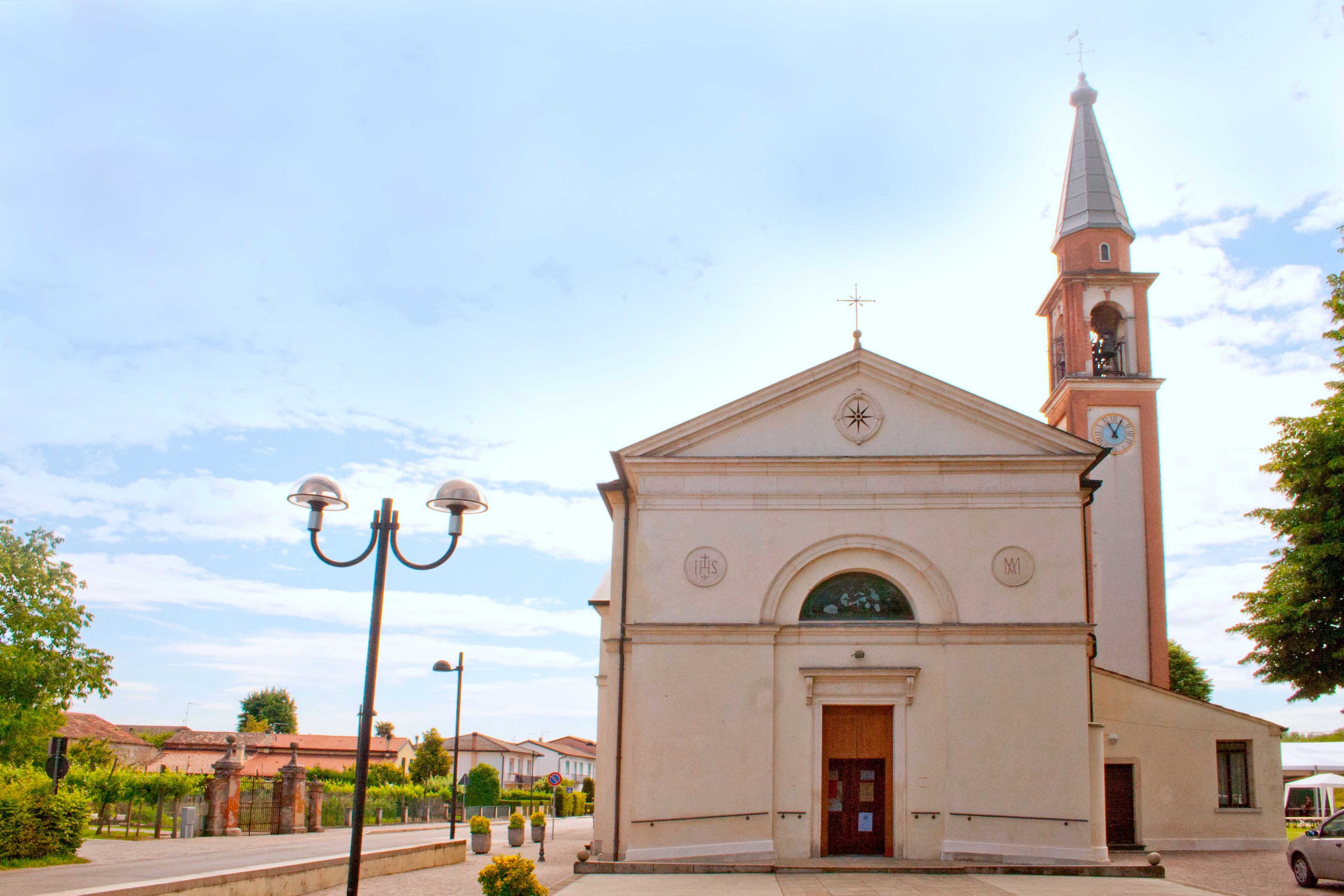
Marienkirche in Veggiano

Veggiano ist eine nordostitalienische Gemeinde (comune) mit 4795 Einwohnern (Stand 31. Dezember 2023) in der Provinz Padua in Venetien. Die Gemeinde liegt etwa 13 Kilometer westnordwestlich von Padua an der Tesina und grenzt unmittelbar an die Provinz Vicenza. Die südliche Gemeindegrenze bildet der Bacchiglione.
In Veggiano geboren ist der Opernsänger Giuseppe Giacomini (1940–2021).

## Verkehr
Durch die Gemeinde führt die frühere Strada Statale 11 Padana Superiore (heute eine Regionalstraße) von Turin nach Venedig auf dem Teilstück zwischen Vicenza und Padua.